# Gabriel Zugrăvescu
Gabriel Zugrăvescu (n. 1924, în Slatina, d. octombrie 1984) a fost un handbalist român, antrenor de echipă și federal, oficial al Federației Române de Handbal și autor de cărți despre handbal. El era poreclit „Bebe”.
La începutul anilor 1950, Zugrăvescu a fost el însuși component al echipei naționale de handbal în 11 a României, iar în calitate de antrenor a condus selecționata feminină a României care s-a clasat pe locul al patrulea la Campionatul Mondial din 1971.

## Biografie
Conform volumului V al Enciclopediei Educației Fizice și Sportului din România, publicat în 2015 sub egida Ministerului Tineretului și Sportului, precum și documentelor oficiale ale Federației Române de Handbal, Gabriel Zugrăvescu s-a născut în anul 1924, la Slatina, însă necrologul tipărit în presa sportivă cu ocazia decesului antrenorului sugerează că anul nașterii ar fi 1925. 
După absolvirea Facultății de Educație Fizică și Sport, Zugrăvescu a făcut parte din echipa de baschet a clubului polisportiv Dinamo București, înființat în 1948. În 1949, la Timișoara, Jimbolia și Sânnicolau Mare a fost organizat primul cantonament pentru echipele naționale din istoria handbalului românesc, iar Gabriel Zugrăvescu, component și al echipei de handbal a clubului Dinamo, a fost selectat în lotul masculin.
În 1950, Gabriel Zugrăvescu s-a transferat la echipa de handbal în 11 jucători Știința Timișoara, funcționând în același timp mai întâi ca asistent, apoi lector, iar ulterior profesor universitar la catedra de Educație Fizică și Sport a Universității Politehnice din oraș. În perioada 1950-1953, Zugrăvescu, considerat un bun pedagog și apreciat de către studenți pentru pregătirea profesională, a condus prin rotație colectivul catedrei de Educație Fizică și Sport, alături de profesorii Constantin Lache și Ana Lache.
Zugrăvescu a continuat să joace pentru Știința Timișoara până în 1954, fiind selecționat și în echipa națională a României. În 1953, el a făcut parte din lotul național care a obținut medalia de bronz la al IV-lea Festival Mondial al Tineretului și Studenților, organizat la București.
După 1954, fostul handbalist a devenit antrenor și, alături de Ioan Kunst-Ghermănescu și Francisc Spier, a pregătit echipa masculină de handbal în 11 a României care a obținut medalia de argint la ediția din 1955 a Festivalului Mondial al Tineretului și Studenților, organizată la Varșovia. În paralel, Zugrăvescu a început să antreneze echipa feminină a Științei Timișoara, cu care a terminat pe locul al treilea în ediția 1953-1954 a campionatului național de handbal în 11 jucătoare.
În 1956, alături de Constantin „Pilică” Popescu, a antrenat echipa feminină în 11 jucătoare care a câștigat medalia de aur la Campionatul Mondial din acel an. Cu toate acestea, autoritățile comuniste nu i-au permis lui Gabriel Zugrăvescu să facă deplasarea în Republica Federală Germania, deoarece tatăl său a fost preot.
De la Știința Timișoara, antrenorul s-a întors apoi la București, unde a preluat mai întâi echipa Progresul M.I.C. București, cu care, în anul 1957, a obținut locul 2 în Campionatul Republican de handbal în 11. În această perioadă, Zugrăvescu a fost și coordonatorul tehnic al clubului, care avea înscriși peste 200 de copii în diferitele sale secții. A trecut apoi la echipa Olimpia București, alături de care, în 1959, a câștigat campionatul de handbal în 11 și s-a clasat pe locul 2 la handbal în 7 jucătoare.
A urmat și primul titlu național obținut la handbal în 7, de data aceasta în 1960, cu echipa Știința București. În 1960, Zugrăvescu s-a transferat la Rapid București, cu care a continuat să câștige titluri la handbal în 7, precum și ultimul titlu la handbal în 11, în anul 1961.
În 1963, continuând performanțele cu Rapid, Gabriel Zugrăvescu a calificat echipa în semifinalele Cupei Campionilor Europeni, însă cea mai mare performanță a sa este câștigarea acestui trofeu anul următor, în ediția 1963-1964. În finala desfășurată la Bratislava, Rapid București a învins echipa daneză Helsingør IF cu scorul de 14–13.
În anul 1971, împreună cu Pompiliu Simion, Zugrăvescu a condus echipa națională a României care s-a clasat pe locul 4 la Campionatul Mondial din Țările de Jos.
Pe 10 octombrie 1984, o scurtă notă inserată în subsolul paginii a 2-a a ziarului Sportul menționa decesul marelui antrenor și oficial federal:
„Aflăm cu profundă tristețe vestea încetării din viață a prof. GABRIEL ZUGRĂVESCU, în vârstă de 59 de ani. Fost internațional, antrenor al echipei feminine a României, campioană mondială în 1956, antrenor federal pentru handbal feminin, tehnician de elită, distins pedagog, Gabriel Zugrăvescu rămâne pentru lumea handbalului o amintire de neuitat.”

### Oficial federal
De-a lungul timpului, Gabriel Zugrăvescu a îndeplinit diverse funcții în cadrul Federației Române de Handbal:
- Ales membru al Biroului Comisiei Centrale: 1956[20]
- Antrenor federal pentru lotul feminin de handbal în 11 jucătoare: 1956[6]
- Antrenor federal pentru loturile feminine de handbal: 1969-1972[2][19], 1975-1977[21]

Între 6 august și 6 septembrie 1971, la invitația Federației Libaneze de Handbal și în calitatea sa de antrenor federal, profesorul Gabriel Zugrăvescu a condus la Institutul de Educație Fizică din Beirut o sesiune de cursuri la care au participat circa 60 de viitori antrenori de handbal din mai multe țări arabe (Liban, Libia, Republica Arabă Unită și Kuweit), printre care vicepreședintele și secretarul general al Federației Libiene de Handbal.

## Palmares

### Ca jucător

#### Handbal în 11
- Campionatul Republican Categoria A: 
  - Medalie de bronz: 1950

### Ca antrenor la echipe de club

#### Handbal în 11
- Campionatul Republican Categoria A: 
  - Câștigător: 1954, 1959, 1961
  - Medalie de argint: 1957, 1958, 1963

#### Handbal în 7
- Campionatul Republican Categoria A: 
  - Câștigător: 1960, 1961, 1962, 1963
  - Medalie de argint: 1959, 1964

- Cupa de iarnă:
  -  Câștigător: 1957, 1961, 1961
  - Finalist: 1965

- Cupa Campionilor Europeni:
  -  Câștigător: 1964
  - Semifinalist: 1963

### Ca antrenor la echipa națională

#### Handbal în 11
- Campionatul Mondial: 
  -  Medalie de aur: 1956

#### Handbal în 7
- Campionatul Mondial: 
  - Locul 4: 1971

- Trofeul Carpați: 
  - Locul 3: 1971

## Distincții individuale
Adunarea Generală a Federației Române de Handbal din 12 octombrie 2007 a decis instituirea unor distincții de excepție pentru antrenori, superioare celor deja existente. Astfel, împreună cu alți șapte antrenori români, Gabriel Zugrăvescu a fost declarat „Antrenor Internațional de Excelență”.

## Lucrări
- Gabriel Zugrăvescu, Handbal pe teren redus, Editura Tineretului, Cultură Fizică și Sport, 1957 (86 p.)